# 久保泉村
久保泉村（くぼいずみむら）は、佐賀県佐賀郡にあった村。現在の佐賀市の一部にあたる。

## 地理
佐賀平野の東北部に位置していた。
- 河川：巨勢川[3]
- 山岳：金立山、腰巻山[3]

## 歴史
- 1889年（明治22年）4月1日、町村制の施行により、佐賀郡上和泉村、下和泉村、川久保村が合併して村制施行し、久保泉村が発足[1][4]。旧村名を継承した上和泉、下和泉、川久保の3大字を編成[4]。
- 1954年（昭和29年）10月1日、佐賀市に編入され廃止[1][4]。

### 地名の由来
合併旧村名の各一部を組み合わせたもの。

## 産業
- 農業、園芸、酪農[4]
- 産物：米、麦、桑、蔬菜、果樹、葉煙草[4]

## 教育
- 1892年（明治25年）川久保尋常小学校（大字川久保）、和泉尋常小学校（大字下和泉）を開校[4]。1913年（大正2年）両校を統合し久保泉尋常高等小学校となる[4]。